# Ander Vilariño
Ander Vilariño Facal, né le 6 novembre 1979 à Fontarrabie (Pays basque), est un pilote automobile espagnol. En 2012, il est engagé en Racecar Euro Series.
Il est le fils d'Andres Vilariño plusieurs fois Champion d'Europe de la montagne.

## Biographie

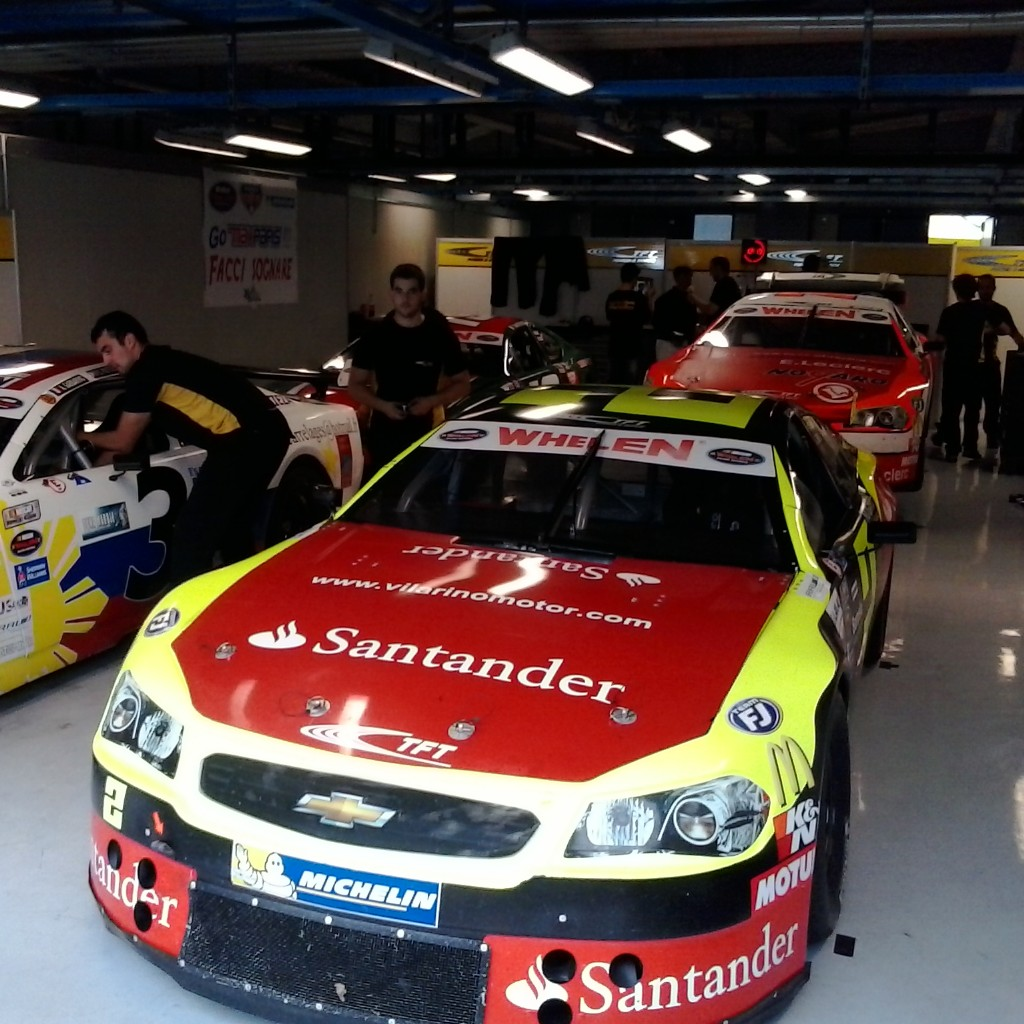
La voiture d'Ander Vilariño en 2013.

Après des débuts en karting et en Formule Renault, il remporte le Championnat d'Espagne de Formule Super Toyota en 2000 et devient Champion d'Espagne de Formule 3 en 2001. Il continue en monoplace de 2002 à 2004 en World Series by Nissan avant de s'engager en Championnat d'Europe de la montagne à partir de 2005.
Il obtient le titre de Champion d'Europe de la montagne en 2007 au volant d'une Reynard 01L F3000 et se consacre ensuite au Championnat VdeV et aux SPEED EuroSeries au volant d'une Norma M20F puis à partir de 2011 aux Racecar Euro Series.
Il devient aussi champion du Pays basque de Rallysprint en 2010.

## Palmarès
- Formule 3
  - Champion d'Espagne en 2001

- World Series by Nissan
  - Une victoire à Barcelone en 2003

- Course de côte
  - Vainqueur de la FCUP du Championnat d'Europe de la montagne en 2005
  - Champion d'Europe de la montagne en 2007
  - Victoire à Al Fito en 2005 et 2010, Trier en 2005 et 2007, Rechberg en 2007, rampa da Falperra en 2010

- Championnat VdeV
  - 3e de la catégorie prototype en 2009[1]
  - Victoires dans la catégorie prototype à Jarama en 2008, 2009 et 2011, au Paul-Ricard en 2009

- SPEED EuroSeries
  - Une victoire à Spa en 2011[2]

- Whelen Euro Series
  - 3e des Racecar Euro Series 2011
  - Champion en 2012, 2013 et 2015